# Nauruz
Nauruz (tudi nauroz, nav-roze, navroz, naw-rúz, norooz, noruz ali nowrouz, izvirno perzijsko نوروز) je tradicionalni iranski praznik novega leta v perzijskem koledarju, ki se začne na pomladno enakonočje in naznanja prihod pomladi. Ime izhaja iz perzijščine nau (no) - nov + ruz (rooz) - dan.
Nauruz praznujejo že vsaj 3000 let in je globoko zakoreninjen v obredih in tradiciji zoroastrskega verstva. Danes praznik praznujejo v Iranu, Turčiji, Iraku, Kurdistanu, Indiji, Pakistanu, Turkmeniji, Tadžikistanu, Uzbekistanu, Azerbajdžanu in v drugih predelih Srednje Azije.
Čeprav je perzijski koledar zelo natančen glede trenutka nastopa novega leta, nauruz po opredelitvi nastopi prvi koledarski dan leta ne glede kdaj se zares prične novo leto. V nekaterih letih lahko novo leto nastopi pred polnočjo prvega koledarskega dneva, vendar se koledar začne šteti ob 00:00 in tistih 24 ur predstavlja nauruz. Iranci, ki praznujejo nauruz, po navadi spremljajo natančni trenutek nastopa novega leta.
Pri arabskih in perzijskih astronomih je nauruz predstavljal tudi pomladišče in so zato tudi posvečali veliko pozornost temu dogodku. Že vsaj v 10./11. stoletju so dognali, (čeprav niso natančno vedeli vzroka), da se je zaradi precesije Zemljine vrtilne osi (precesije enakonočja) pomladišče premikalo po ekliptiki in da je nastajala razlika v dnevih. Tako so uvideli, da je bilo potrebno prestaviti nauruz v zodiakalno ozvezdje Ovna. Podobno dnevno razliko je kasneje leta 1582 popravil tudi gregorijanski koledar v zahodnem svetu. 
Nauruz zapisujejo različno:
- نو روز (izvirni zapis v Iranu, Afganistanu, Tadžikistanu in pri Kurdih)
- nevruz (turško)
- newroz (perzijsko, kurdsko)
- nauroz (Iran, Afganistan, Tadžikistan, Pakistan, Indija)
- nowroz (Iran)
- navruz (Tadžikistan, Uzbekistan)
- noruz (Uzbekistan in druga srednjeazijska področja)
- naurus (Afganistan)
- nawroz (Afganistan, Iran)
- nowruz (Iran)
- novruz oziroma novroz (Azerbajdžan, Turkmenistan)
- nouruz (Iran)
- nawe cal نوى کال ali sperli (novo leto ali pomlad v paštuju)
- sal e naw سال نو (novo leto v perzijščini)

## Zgodovina nauruza
Ime nauruz pred 2. stoletjem ni izpričano v nobenem perzijskem zapisu. Upravičeno lahko verjamemo, da je praznovanje veliko starejše in ga je praznovalo ljudstvo in plemstvo med obdobjem Ahemenidov (555-330 pr. n. št.). Večkrat so predlagali, da je bil zemljiški skupek v Perzepolisu, oziroma vsaj palača Apadana in Dvorana stotih stebrov, izrecno zgrajen za praznovanje nauruza. Vendar zapisov o nauruzu pod tem imenom iz časa ahemenidske dobe ni moč najti.